# Légellenállás
A légellenállás olyan közegellenállás, amellyel mozgó test levegővel telt térben találkozik. Nagy sebesség esetében ezt leginkább a levegő tehetetlensége okozza, melyet a mozgó test útjában szintén mozgásra indít; közelítőleg a sebesség négyzetével arányos. A légellenállás keletkezéséhez a súrlódás is hozzájárul, mely a mozgó test sebességével arányos. A légellenállás általában annál nagyobb, minél nagyobb felületű a mozgó test, illetve minél nagyobb a sebesség és a levegő sűrűsége.
A gördülési ellenállás mellett a légellenállás jelenti azt az irányadó tényezőt, amely egy jármű dinamikáját és gazdaságosságát meghatározza. Minél nagyobb a légellenállás, annál nagyobb erő szükséges ahhoz, hogy egy  járművet egy meghatározott sebességre gyorsítsa és ezt a sebességet megtartsa. A légellenállás a járművet  körülvevő levegő nyomási ellenállásából és a jármű felületének súrlódási ellenállásából tevődik össze. A jármű  mozgási irányával ellentétes irányban hat, és a jármű  sebességétől, a homlokfelületétől, a légellenállási együtthatótól Cw és a légsűrűségtől függ.
A légellenállás a következő képlet segítségével számítható ki:
Légellenállás = a jármű  sebessége a négyzeten x homlokfelület x Cw érték x 1/2 légsűrűség